# Диявол і Деніел Вебстер
«Диявол і Деніел Вебстер» (англ. Shortcut to Happiness, «Навпростець до щастя») — американський фільм 2004 року, екранізація однойменного оповідання американського письменника Стівена Вінсента Бене. Роль заголовного героя Данієля Вебстера виконує Ентоні Гопкінс, Алек Болдвін зображує Джабеза Стоуна, а Дженніфер Лав Г'юїтт — Диявола.
Знімання були завершені 2001 року, але вихід відклали на кілька років через відсутність коштів для пост-продакшна. У 2004 році, з метою залучення дистриб'юторів, фільм був показаний на кінофестивалі в Неаполі, проте вихід у прокат відбувся лише 2007 року: у США — 13 липня, в Україні — 4 жовтня. Глядачі та критики зустріли фільм прохолодно, зокрема незадоволення викликала гра акторів.

## Сюжет
Джабез Стоун — письменник, який не може здобути визнання. Якось до нього приходить Диявол у вигляді жінки і пропонує угоду — душа в обмін на успіх у літературному світі. Герой погоджується. Наступного дня з ним зв'язується видавець, який погоджується опублікувати роман Стоуна, щоправда, з деякими переробками. Роман стає бестселером, а Стоун отримує практично все, про що мріяв — популярність, гроші, можливість писати, проте весь його час забирають інтерв'ю, фотосесії та вечірки. Але він пише все гірше, віддаляється від друзів, серед авторитетних критиків повагою не користується. Коли за кілька років один із друзів приходить повідомити Стоуну, що вмирає від раку, і хоче попрощатися, Стоун навіть не знаходить часу поговорити. Тоді герой розуміє, що угода не принесла йому щастя, і вирішує відмовитися від неї.

## У ролях
- Алек Болдвін — Джабез Стоун
- Дженніфер Лав Г'юїтт — Диявол
- Ентоні Гопкінс — Данієль Вебстер
- Ден Екройд — Джуліус Дженсен
- Кім Кетролл — Констанс Геррі
- Емі Полер — Моллі Гілхрест
- Джон Севедж — Джонні
- Джейсон Патрік — Рей
- Боббі Каннавале — поліцейський